# Wolford (Dakota del Norte)
Wolford es una ciudad ubicada en el condado de Pierce en el estado estadounidense de Dakota del Norte. En el censo de 2010 tenía una población de 36 habitantes y una densidad poblacional de 86,87 personas por km².

## Geografía
Wolford se encuentra ubicada en las coordenadas 48°29′52″N 99°42′15″O / 48.49778, -99.70417. Según la Oficina del Censo de los Estados Unidos, Wolford tiene una superficie total de 0.41 km², de la cual 0.41 km² corresponden a tierra firme y (0%) 0 km² es agua.

## Demografía
Según el censo de 2010, había 36 personas residiendo en Wolford. La densidad de población era de 86,87 hab./km². De los 36 habitantes, Wolford estaba compuesto por el 100% blancos, el 0% eran afroamericanos, el 0% eran amerindios, el 0% eran asiáticos, el 0% eran isleños del Pacífico, el 0% eran de otras razas y el 0% pertenecían a dos o más razas. Del total de la población el 0% eran hispanos o latinos de cualquier raza.